# Alan Charlesworth
Alan Moorehouse Charlesworth (17 de setembro de 1904 – 21 de setembro de 1978) foi um oficial da Real Força Aérea Australiana (RAAF). Nascido na Tasmânia, graduou-se no Real Colégio Militar, em Duntroon, e serviu no 2.º Regimento de Cavalaria Leve em Queensland, antes de ser transferido para a RAAF em 1925. A maior parte da sua carreia no período entre guerras foi passada no Esquadrão N.º 1 na Estação de Laverton, em Vitória. Em 1932 ele realizou uma série de voos de pesquisa à volta do continente australiano, sendo condecorado com a Cruz da Força Aérea. Na Segunda Guerra Mundial, Charlesworth passou os primeiros tempos a comandar o Esquadrão N.º 2 em Laverton e a Estação de Pearce na Austrália Ocidental. Nomeado comandante da Área de Comando Oriental em Dezembro de 1943, foi promovido temporariamente a Air Commodore no ano seguinte e serviu como comandante da Área de Comando Noroeste em Darwin, no Território do Norte.